# Szkíta művészet

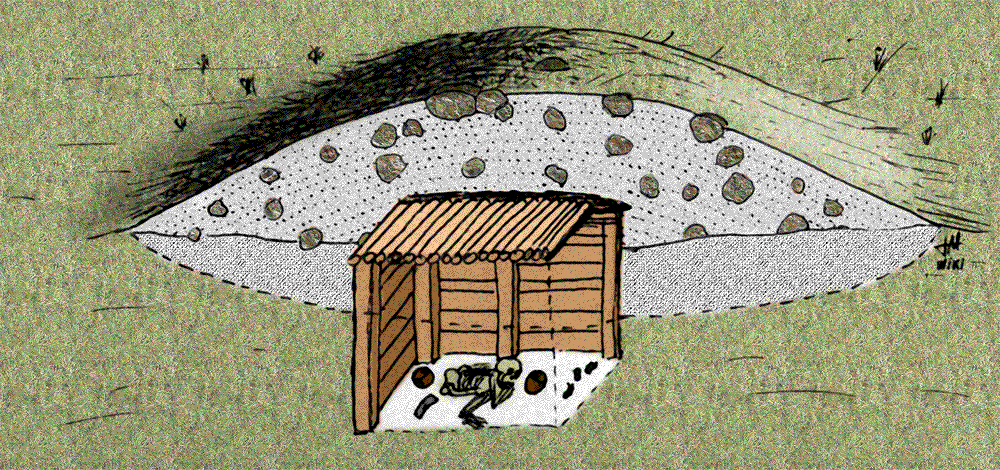
Halomsír metszete

Szkíta művészet címszó alatt lehet összefoglalni a szkíta népek – legjobban ismert közülük a királyi szkíták nemzetsége – anyagi és szellemi alkotásait. A szkíták Kelet-Európa és Közép-Ázsia pusztáit lakták. Ábrázolásmódjuk – természethívők voltak – világszemléletükből fakadt. A művészet bizonyos ágazataiban – például hagyományos értelemben vett építészet, festészet, szobrászat – nem jeleskedtek. Elsősorban díszítő művészetükről híresek. Alkotásaik az általuk elképzelt világmindenséget ábrázolják: istenségeiket, mesebeli állatokat, ezek küzdelmeit stb., illetve a mindennapi élet jeleneteit.

## Történeti áttekintés

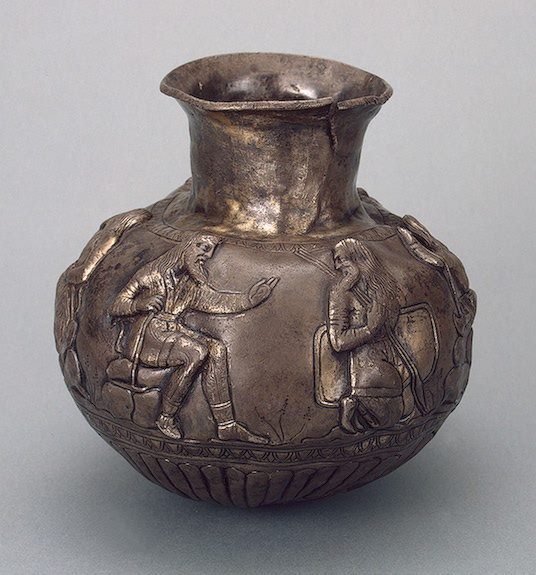
Szkíta edény: beavatási jelenet

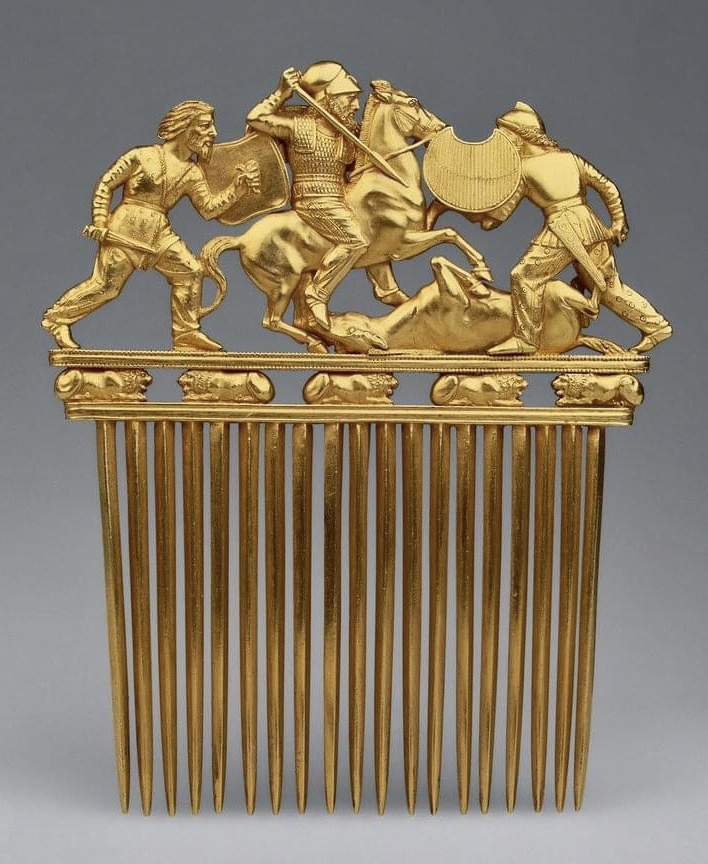
Szkíta fésű a Szolokha-kurgánból

A szkíta művészet stílusát erősen befolyásolták az asszír, urartui és később a görög mesterek, akik műveik készítésekor alkalmazkodtak a szkíta igényekhez. A legkorábbi hatások Mezopotámiából származtak a Kr. e. 7. század végén, 6. század elején. A kurgánokban talált tárgyak (aranyedények, arannyal borított fokos, arany párduc) már felmutatják a szkíta állatstílus csaknem minden elemét: spirálokba csavarodó agancsú fekvő szarvas, kőszáli zerge, párduc, madárfejek. Az állatok testét nagy felületekkel ábrázolták. Ekkor még nem alakították át az egyes állatokat, később azonban előfordult, hogy a szarvasagancs kosfejben végződött.
Az ötvösmunkákon gyakran látható a világosság és a sötétség mitikus küzdelme, ami párhuzamba állítható a Szent László-legendával.
A Kr. e. 5. és 4. században a görögök hatása volt erőteljes a fekete-tengeri kikötőknek (Olbia, Pantikapainon) köszönhetően. Az ebből a korszakból származó leletek egy része egyenesen görög alkotás. Megjelenik az állatok átalakítása, a combokon spirális díszek, a test hátsó része gyakran 180°-kal elfordul. Jelentős leletek ebből az időből a vettersfeldei lelet, a csertomlyki ezüstedények és a Szoloha-kurgán tárgyai.
A Magyarországról előkerült emlékek közül világviszonylatban is jelentős a zöldhalompusztai lelet és a tápiószentmártoni aranyszarvas.
A Kr. e. 4. század végén az állatábrázolás ornamentikává alakult vagy geometrikus alakká egyszerűsödött. A következő évszázadban a szkíta művészet helyét a szarmata művészet vette át Európában. Ázsiában, az Altaj vidékén azonban a Kr. u. 2-3. századig tovább élt.

## A szkíta művészet nagyobb együtteseit bemutató múzeumok
- Szentpétervár, az Ermitázs gyűjteménye (az egykori orosz cárok gyűjteménye)
- Magyar Nemzeti Múzeum (tápiószentmártoni és zöldhalompusztai aranyszarvasok; jelenleg Szkíta aranykincsek címmel látható időszaki kiállítás orosz és ukrán múzeumok anyagából)

## Szkíta művészet Eurázsiában
A Kárpátoktól az Altáj hegységig terjedt egykor a sztyeppevidéken élő szkíta műveltségű népek köre. Európában szkítáknak, Közép-Ázsiában szakáknak nevezték őket, s számos más sikeres sztyeppei törzsszövetség népei mögött is szkíta kultúrájú népeket találunk. Évezredeket átívelő műveltségük rendre áthagyományozódott az új népalakulatokra. Így a magyar hagyomány is gazdagon őrzi a szkítáktól eredő műveltség számos tömbjét. Ilyen a sztyeppei kalendárium, ilyen a sztyeppei lótenyésztés, a sztyeppei lovaskatona harci felszerelése, iparok és harcászati stratégiák. A legsikeresebb sztyeppei népek, mint minden időben a tevékeny közösségek, a korabeli magasműveltséget képviselték.

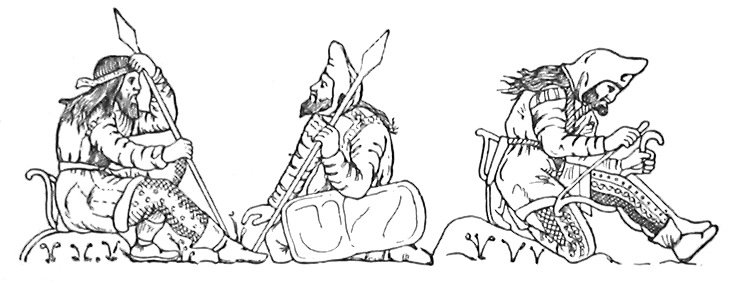
A Kul Oba szkíta királyi temetkezésén talált arany-ezüst ötvözetű váza jelenetei.

## Bronzművészetük
Igen jellegzetes szkíta leletek a csörgők. Rudak végére erősítették őket, s így használták őket zeneszerszámként is. Tudjuk, hogy az eurázsiai pásztornépek kiterjedten használtak csengőket, kolompokat, harangokat, melyeknek hangját összehangolták. (Ugyanilyen ősiek a kínai bronzharangok is.) A szkíta népek gazdag halottkultusza segítségünkre van abban, hogy elképzeljük a korabeli életet. A szkíták nagy mennyiségben hagytak hátra mindenféle használati tárgyat, edényt, harci eszközöket és lószerszámot, kocsifelszerelést.

## Szkíta királysírok régészeti kincsei

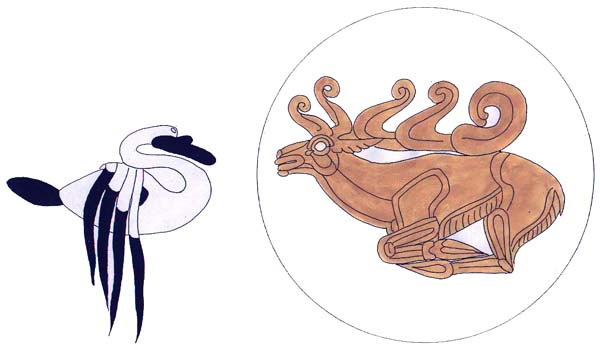
Szkíta régészeti leletek: paziriki hattyú és aranyszarvas egy pontuszi királysírból.

A harcos szkíták életét Hérodotosz is bemutatja, s ez hitelesíti azt, amit a sírokba került használati tárgyakból kikövetkeztethetünk. A gazdag kul obai kurgánból került elő például az a fésű, melynek fogantyúján harci jelenetet láthatunk. Megfigyelhetjük rajta a szkíták ruházatát, fegyverzetét, észrevehetjük, hogy ők még nem ismerték a kengyelt, s e jelenetben lóról szállva tőrrel és pajzzsal harcolnak. A kopjáját döfésre emelő lovas görög sisakot visel. Láthatjuk, hogy fegyverzetükhöz hozzátartozott az íj és a nyílvesszők, melyek két különálló, de lapjával egymáshoz erősített tegezben foglaltak helyet, s ez a kettős-tegez a derékszíjról lógott le a bal oldalukon. A szkítákat megörökítő legtöbb jelenetben fegyverzetet viselő harcosokat láthatunk.
A szkíták, a Fekete-tenger északi vidékén, szomszédságban éltek a görögökkel. Kereskedtek egymással, s a görögök is gyakran ábrázolták a szkítákat edényeiken. Szkíta királysírokból valók azok az ezüst serlegek, melyeken a szkíták hétköznapi életébe pillanthatunk be. A csertomliki ezüstvázán a szkíta csikóslegények pányvákkal lovakat szakítanak ki a ménesből. Az eredeti fémdomborításon sem, és a mi rajzunkon sem láthatók a pányvák, de a jelenet mozdulatai annyira kifejezőek, hogy e pányvákat, "rejtvényfejtésként" akár, mi is odarajzolhatjuk. A régészeti leletek tanúsága szerint a lovat éppen ezen a tájon, a pontuszi sztyeppén, a mai Ukrajna vidékén háziasították, s kezdtek tenyésztésébe a szkíták elődei, mintegy 6000 évvel ezelőtt.

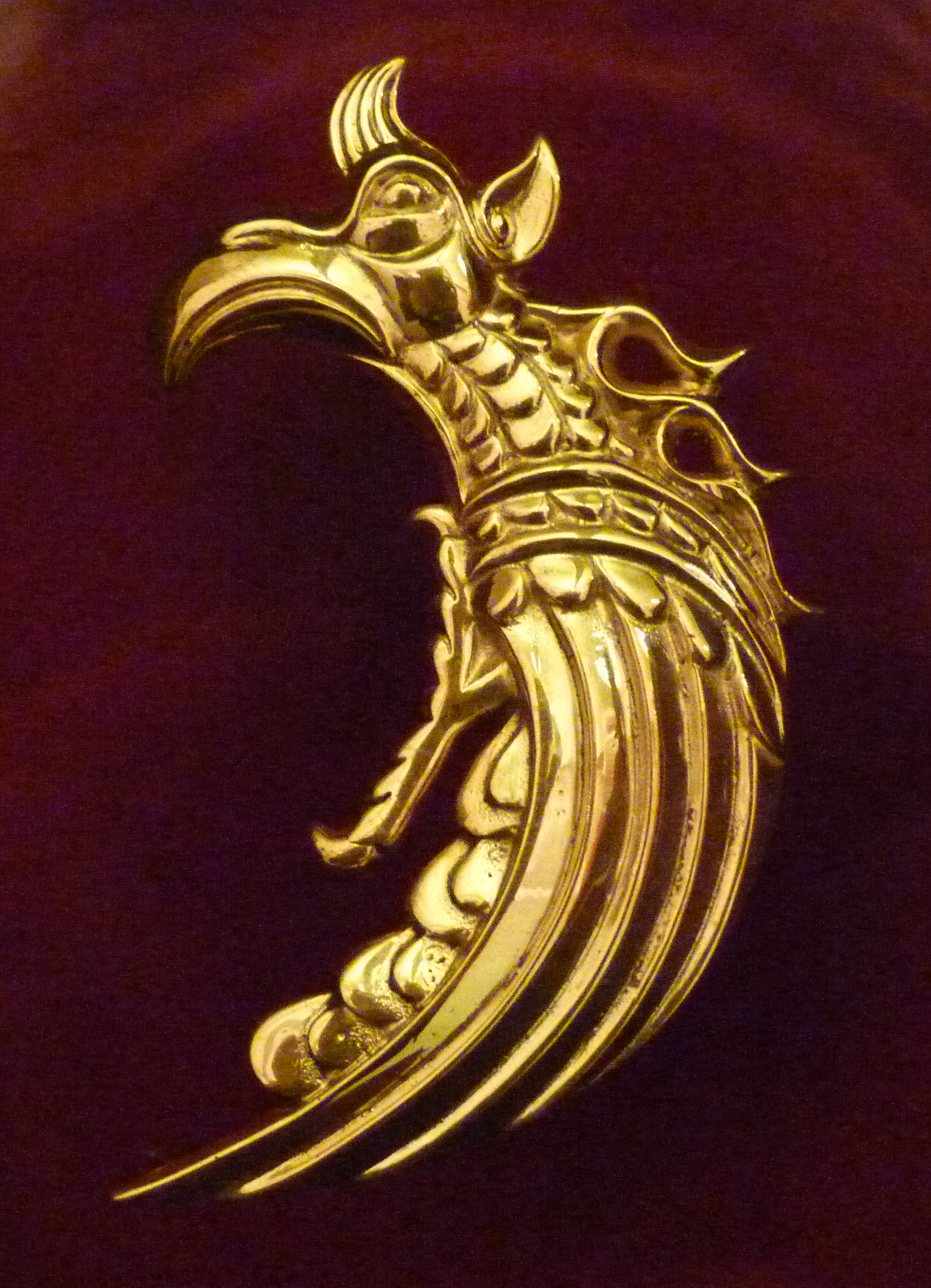
Samruk Griff Tuekta (V. B.C.) Altáj hegység
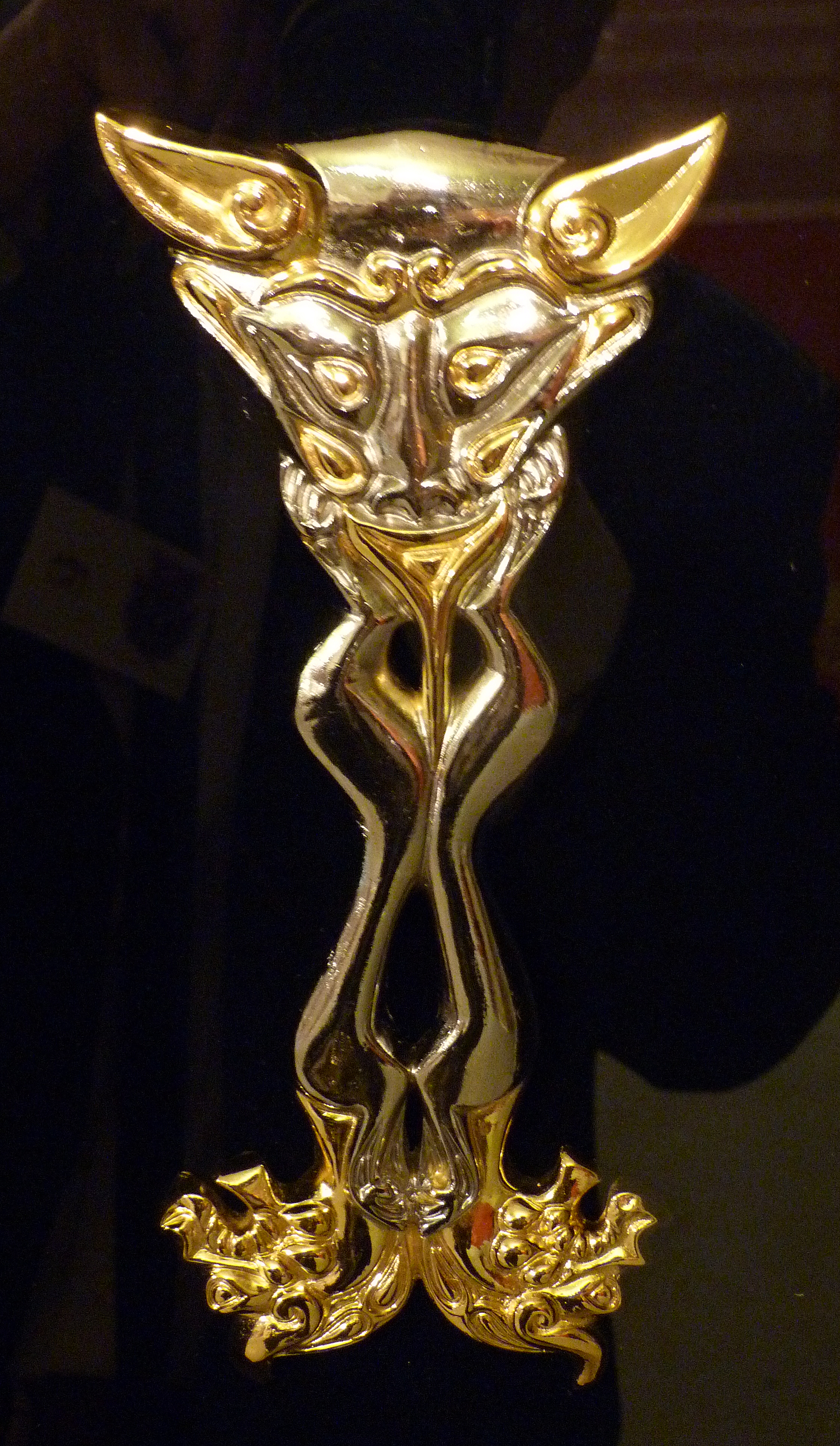
Berel (IV.-III. B.C.) Kazahsztán
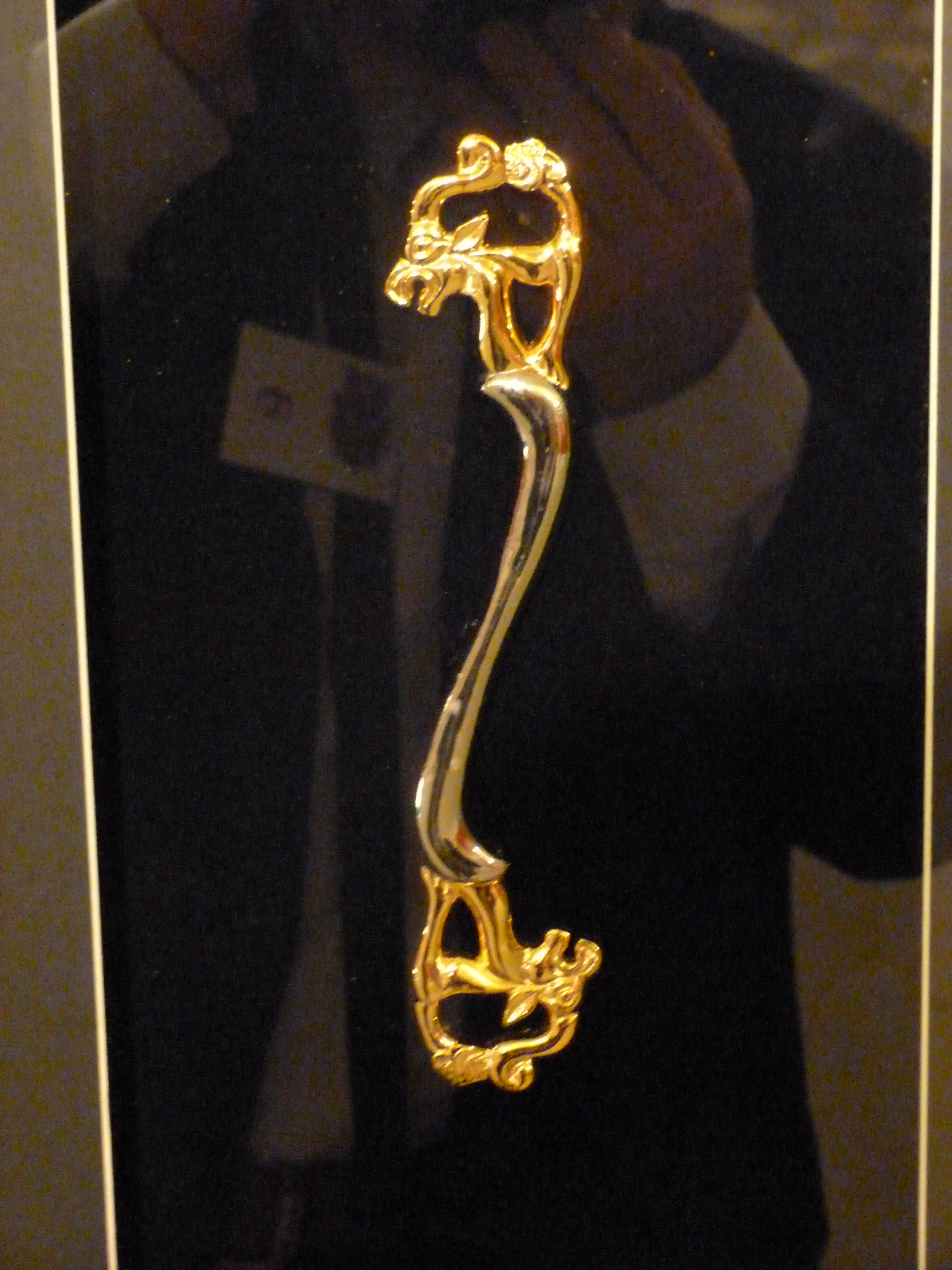
Berel Griff(IV.-III. B. C.) Kazahsztán
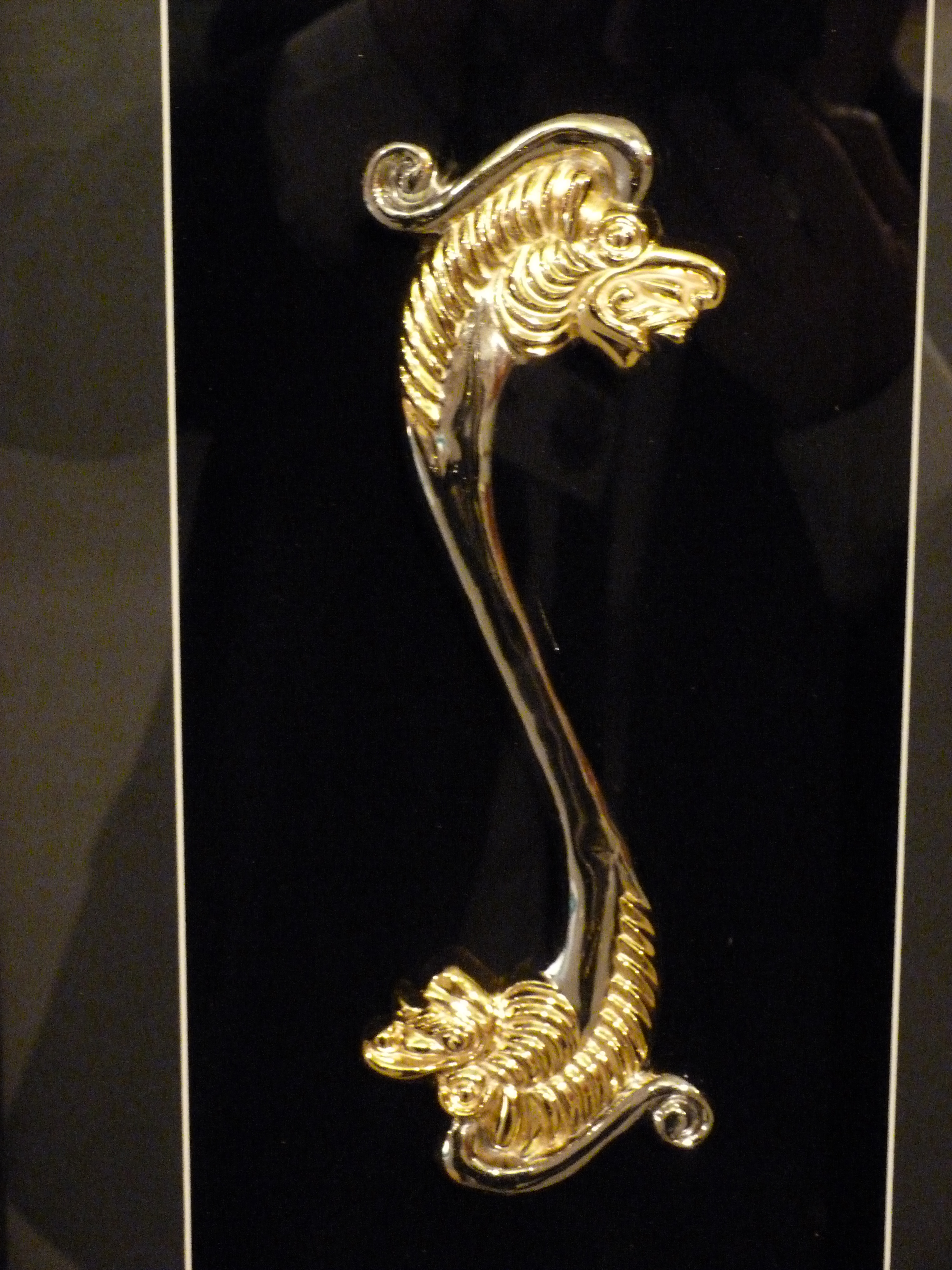
Berel (V.-III. B.C.) Kazahsztán
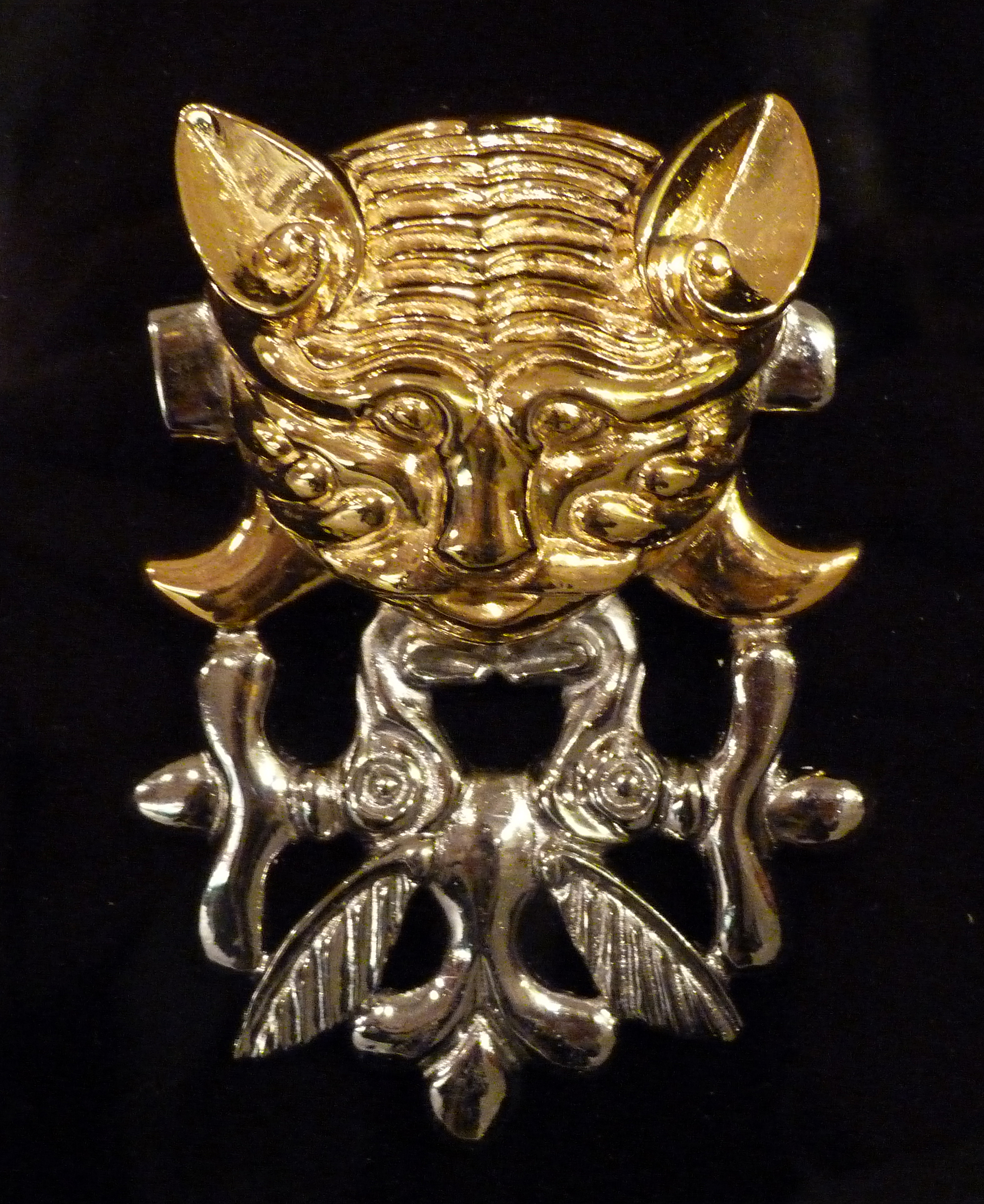
Macskaszerű ragadozó, Berel (IV.-III. B.C.) Kazahsztán
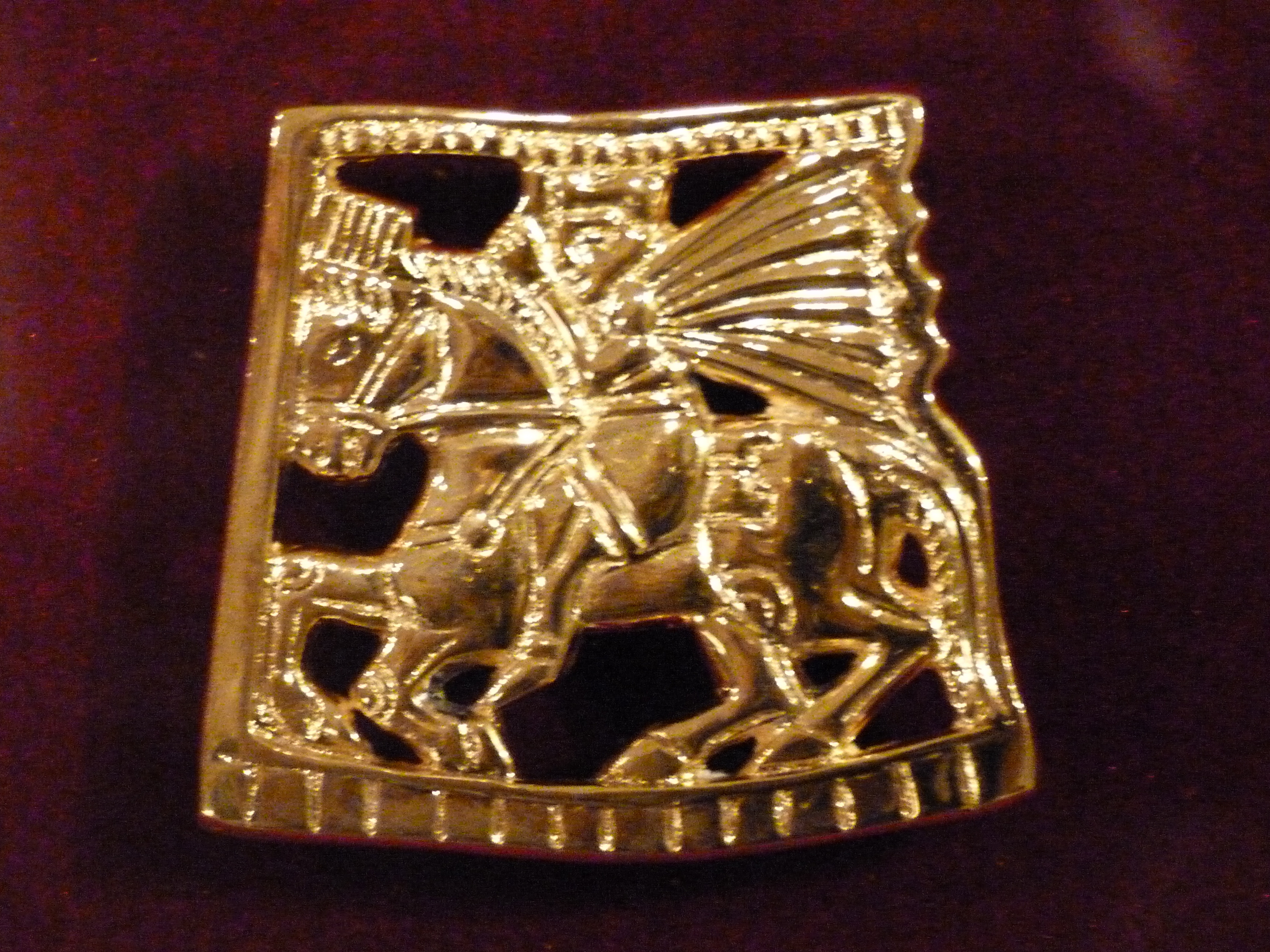
Lovas, Tenlik (III.-II. B.C.) Kazahsztán
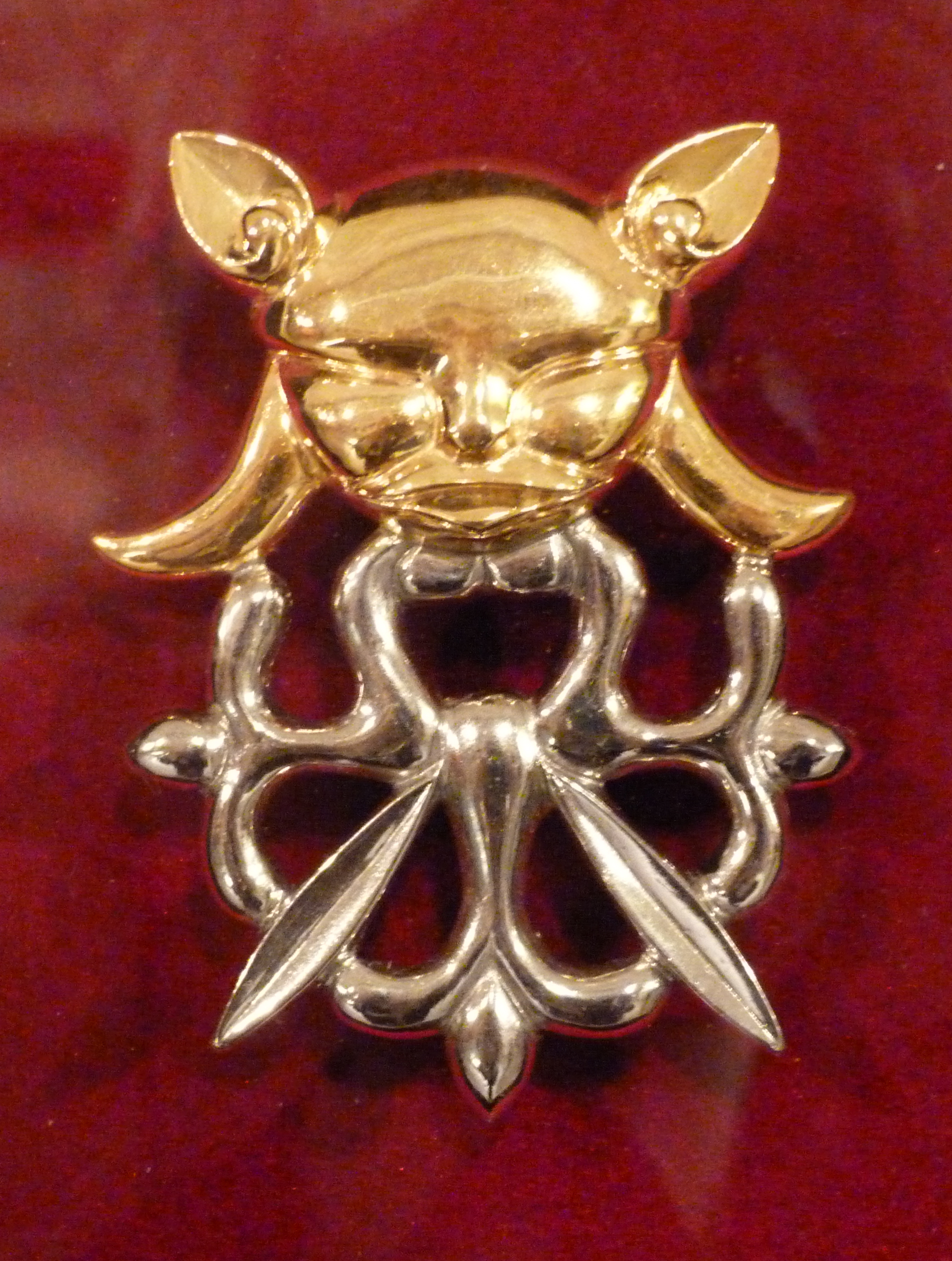
Ragadozó, Berel (IV. - III. B.C.) Berel Kazahsztán
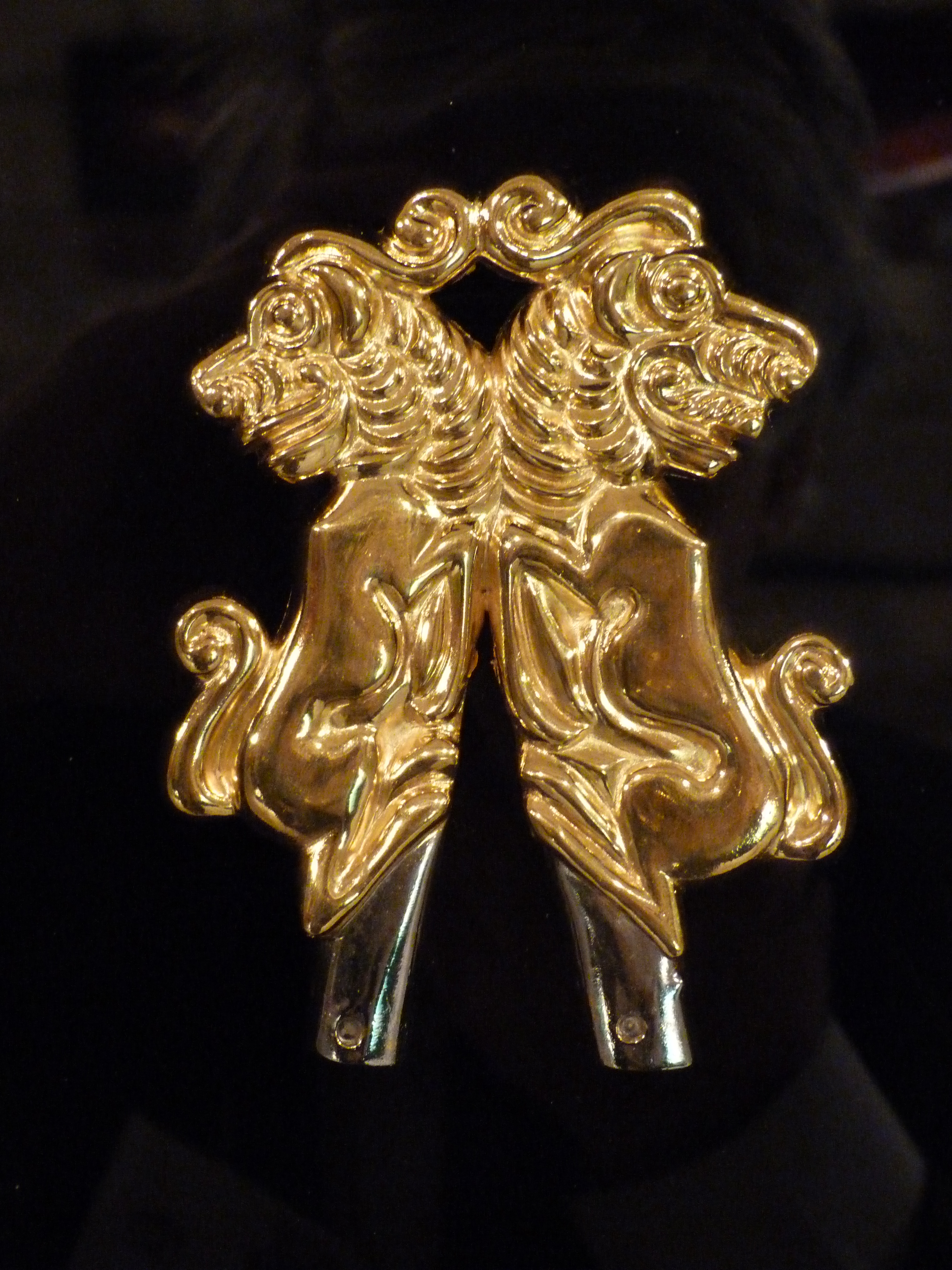
Griff, Berel (V.-III. B.C.) Kazahsztán
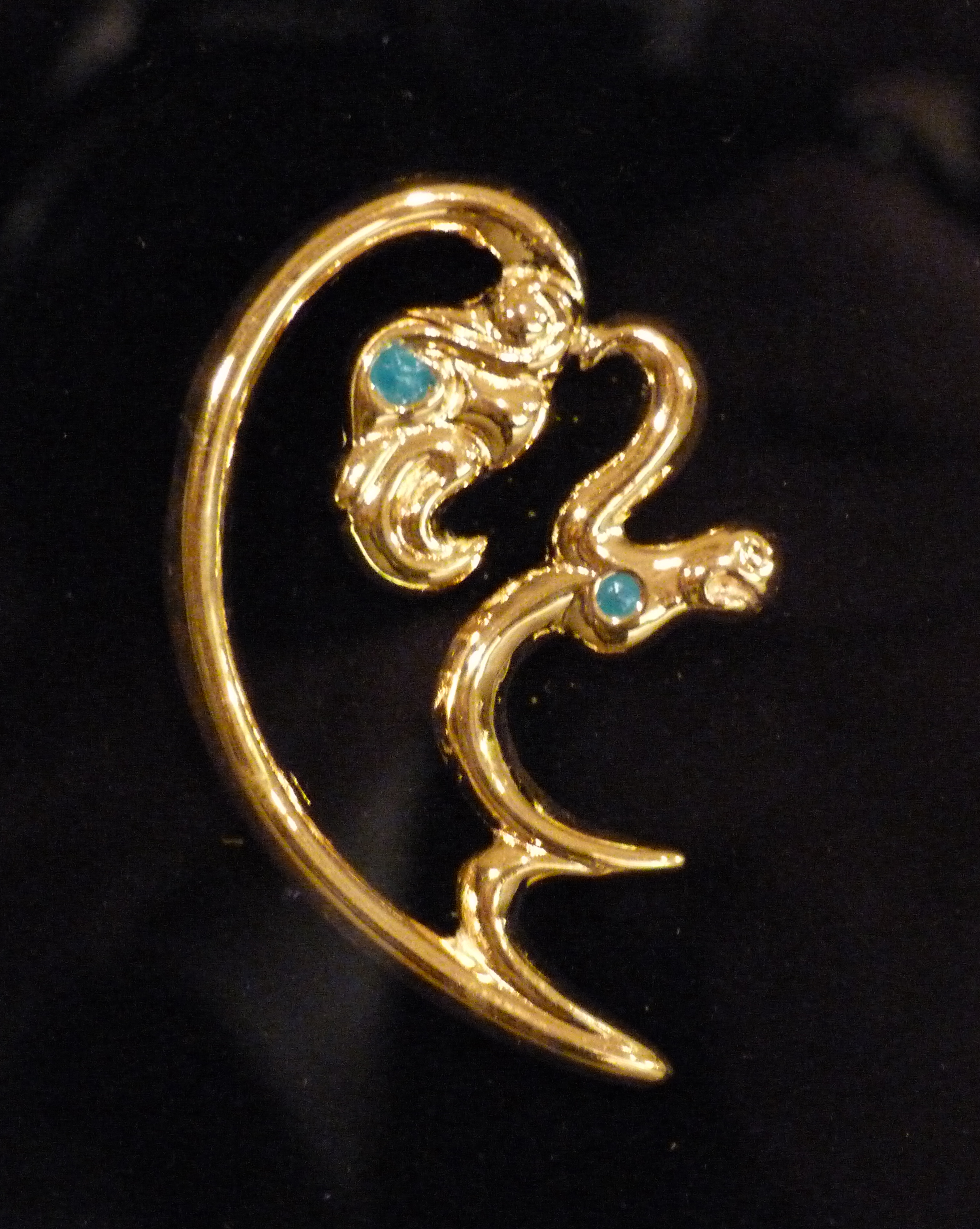
Sas griff, Chilikti (VII. - VI. B.C.) Kazahsztán
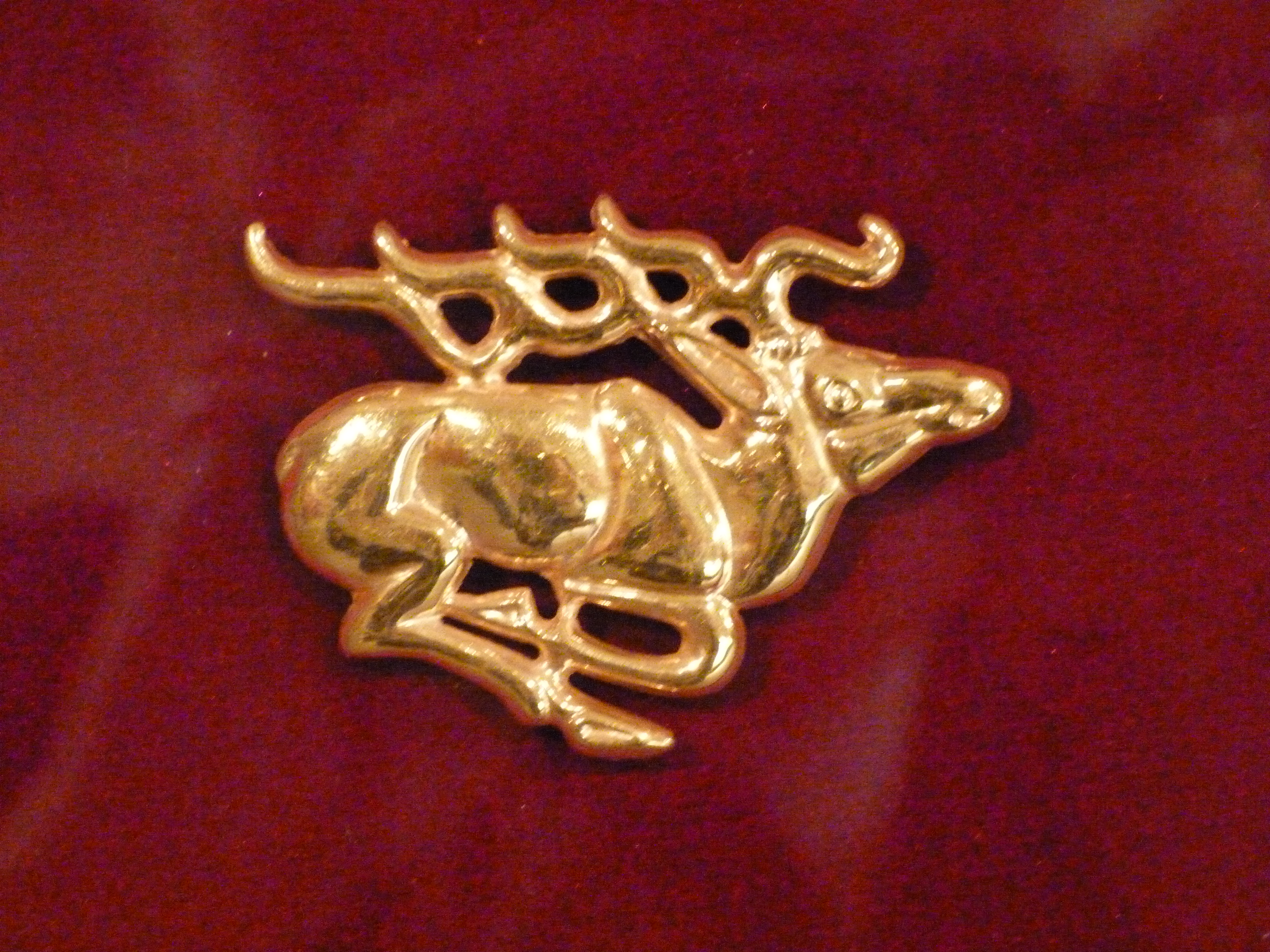
Chilikti (VII. - VI. B. C.) Kazahsztán
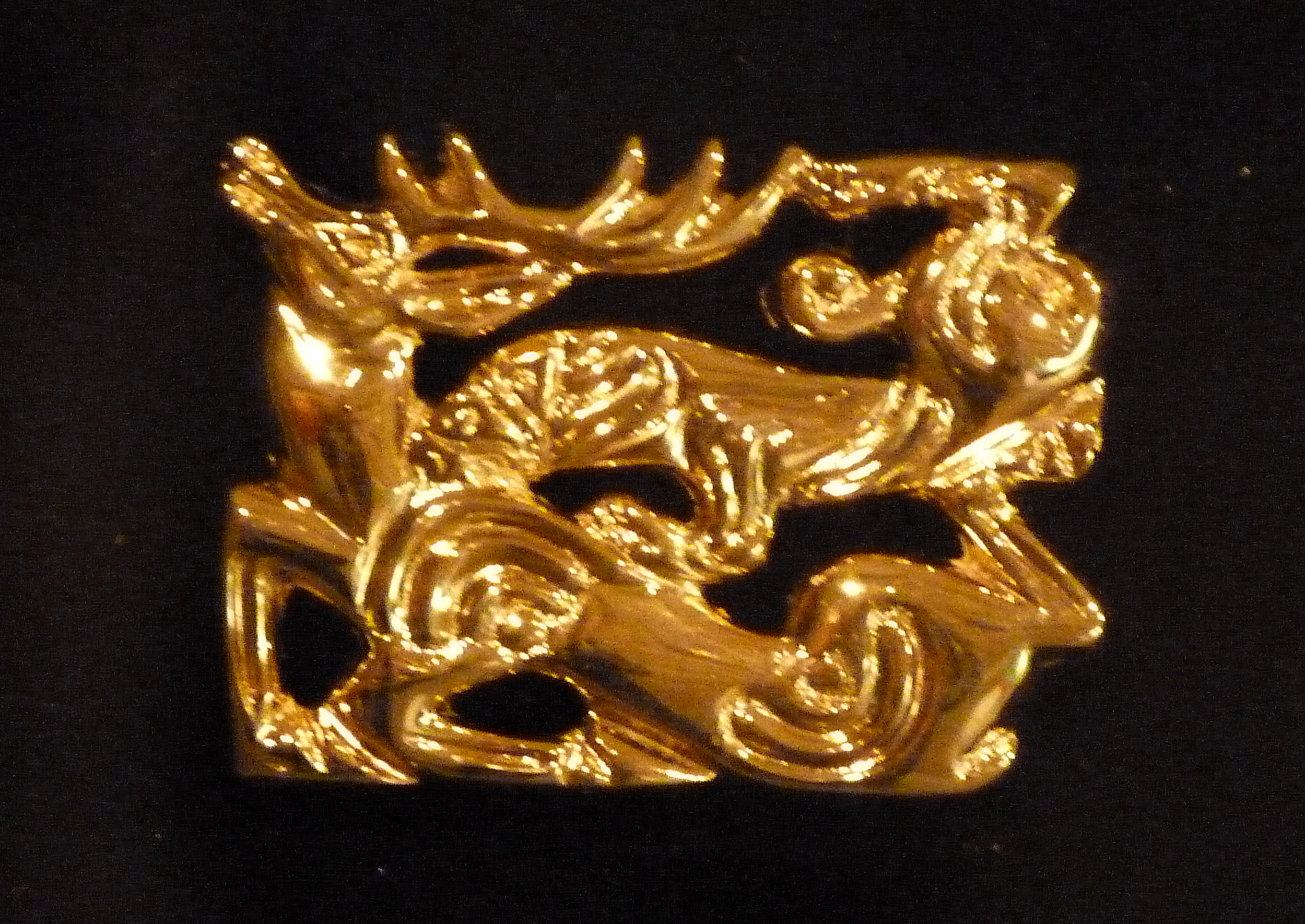
(V. - III. B. C.) Kazahsztán
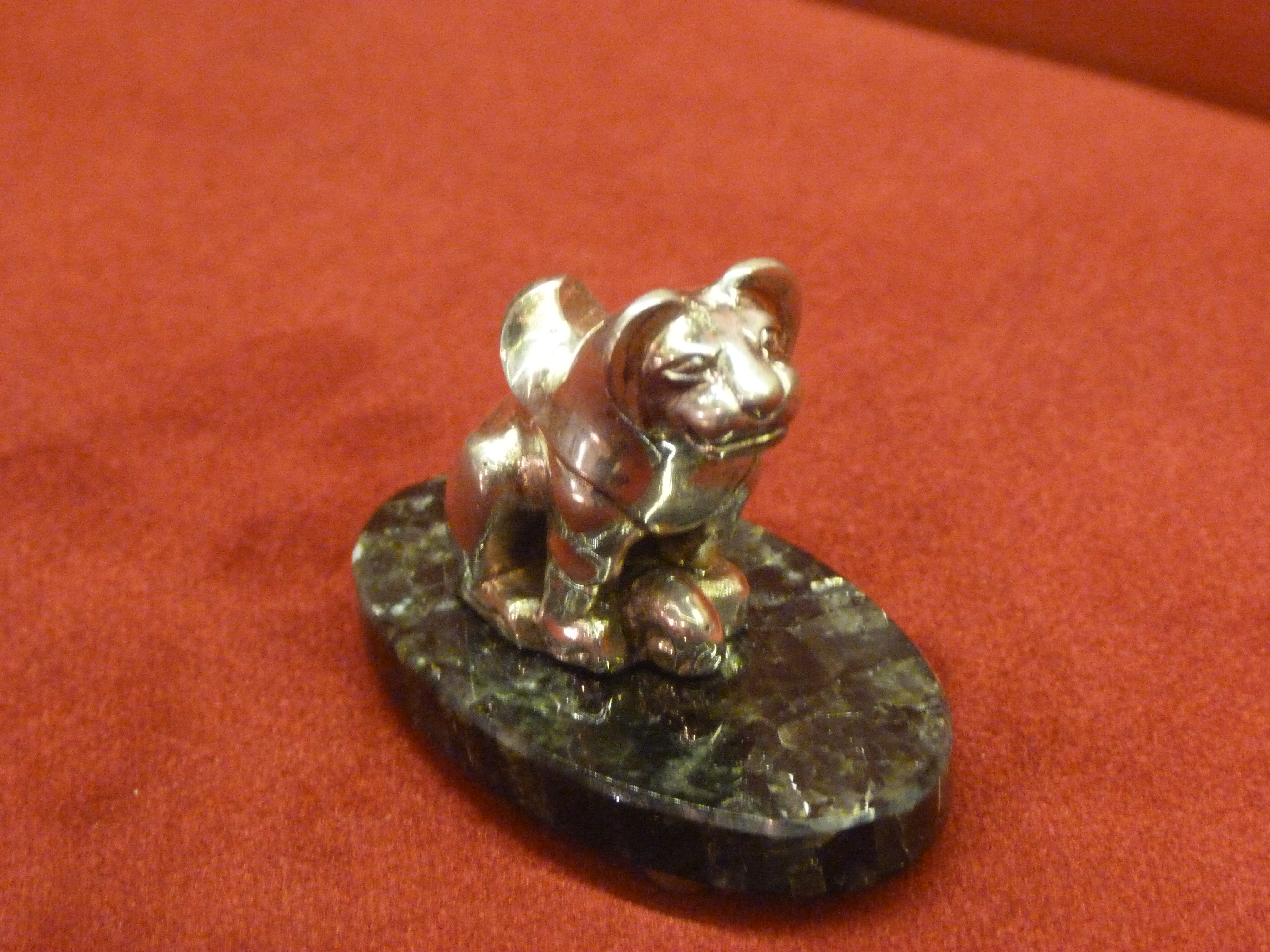
Tigris (IV.-III. B.C.) Kazahsztán

## Kiállítások
- Szkíta aranykincsek, Magyar Nemzeti Múzeum, 2009. március 24 – június 2.